# 사이언스올
사이언스올은 과학기술진흥기금 및 복권기금의 지원으로 한국과학창의재단이 운영하는 과학 교육 웹사이트이다. 서울특별시 강남구 선릉로 602 삼릉빌딩(삼성동 37-20)에 사무실이 위치하고 있다.

## 설립 목표
설립 목표는 다음과 같다.
- 최신 과학이슈를 반영한 기획특집 등 콘텐츠 제작 및 보급
- 과학 웹툰 등 융합형 콘텐츠 제작 및 보급
- 수학·과학 교과서 콘텐츠 개발 및 보급
- 수요자가 참여로 현장에서 손쉽게 이용 가능한 과학백과사전 구축